# Saint-Martin-le-Vinoux
Pour les articles homonymes, voir Saint-Martin.
Saint-Martin-le-Vinoux est une commune française située dans le département de l'Isère, en région Auvergne-Rhône-Alpes.
Située au nord-ouest de Grenoble dont elle est limitrophe, la commune est adhérente de la métropole de Grenoble depuis la création de ce qui était encore une communauté d'agglomération. L'A48, la RN 75, ainsi que la voie ferrée, traversent le territoire communal.
Ses habitants sont dénommés les Saint-Martiniers.

## Géographie
Saint-Martin-le-Vinoux fait partie de l'agglomération grenobloise ; elle est membre de la Métro. Elle fait aussi partie du « SIVOM du Néron », une intercommunalité de proximité, avec Saint-Egrève, le Fontanil, Quaix-en-Chartreuse, Proveysieux et Mont-Saint-Martin.
Saint-Martin-le-Vinoux est une commune membre du parc naturel régional de Chartreuse.

### Localisation

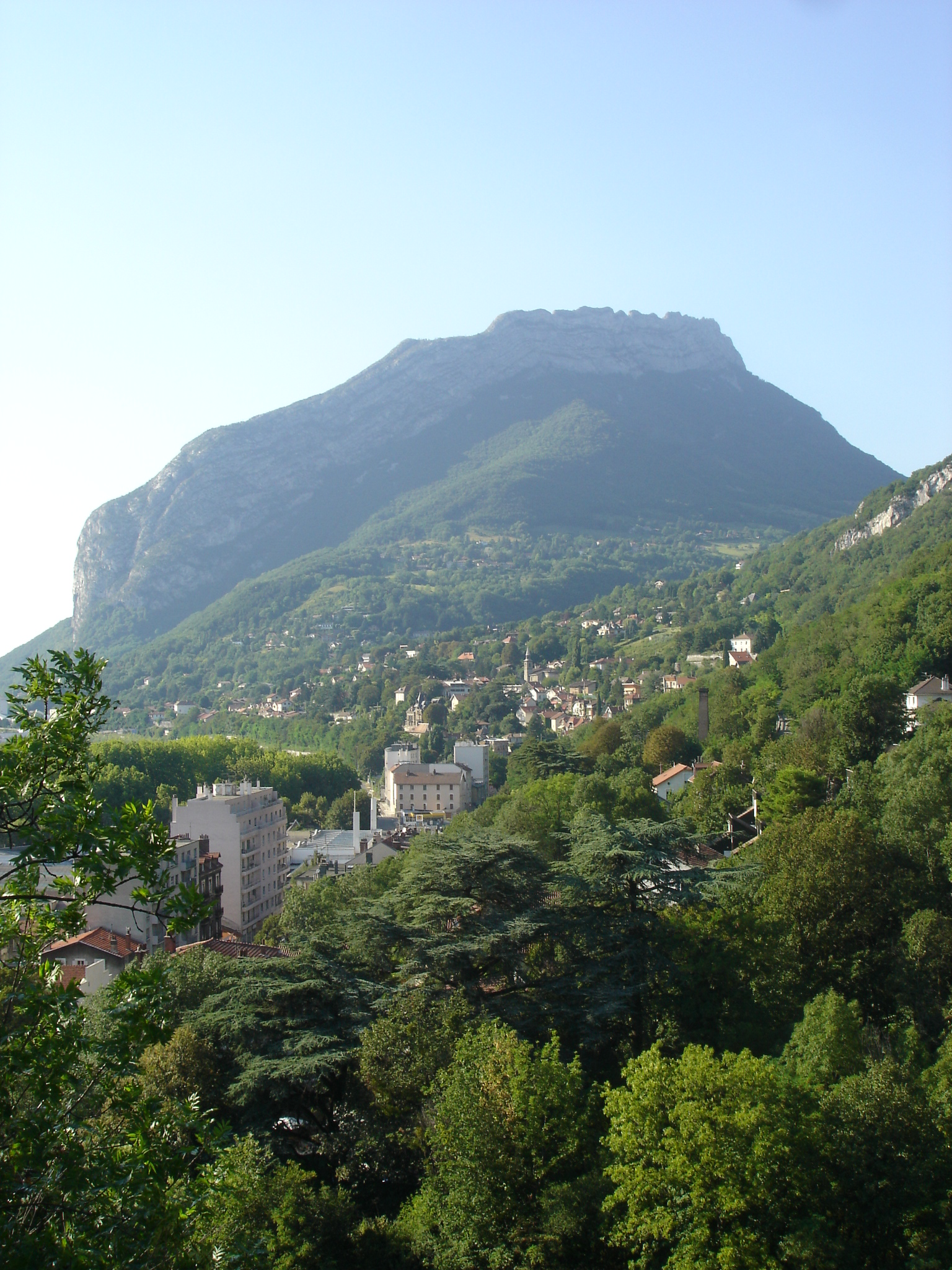
Panorama du mont Néron et de Saint-Martin-le-Vinoux.

Saint-Martin-le-Vinoux est située en rive droite (nord) de l'Isère, en continuité urbaine avec Grenoble, à l'entrée ouest de la ville où se trouve la Porte de France. Les remparts de la Bastille montent depuis le village jusqu'au sommet du mont Rachais. Depuis le quartier du Polygone scientifique de Grenoble, le pont d'Oxford mène au village.
Comme les autres villages aux alentours de Grenoble, le centre historique a été installé à l’abri des inondations sur les flancs des montagnes. Ce n'est qu'une fois l'Isère et le Drac canalisées que la ville a connu son expansion dans la plaine.
À vol d'oiseau, Saint-Martin-le-Vinoux se situe à 2 kilomètres de Grenoble, 43 kilomètres de Chambéry, 71 kilomètres de Valence, 77 kilomètres de Gap, 75 kilomètres de Vienne, 93 kilomètres de Lyon, 116 kilomètres de Genève, 155 kilomètres de Turin, 208 kilomètres de Nice, 214 kilomètres de Marseille et 480 kilomètres de Paris.
Par la route toutefois, Saint-Martin-le-Vinoux se situe à 103 kilomètres de Lyon, 238 kilomètres de Turin, 333 kilomètres de Nice et à 571 kilomètres de Paris.

### Communes limitrophes
| Saint-Égrève | Quaix-en-Chartreuse    | La Tronche |
| Sassenage    | Saint-Martin-le-Vinoux | La Tronche |
| Grenoble     | Grenoble               | Grenoble   |

### Géologie et relief

Carte géologique du Néron.

La superficie de la commune est de 1 006 hectares ; son altitude varie entre 205 et 1 299 mètres.
La commune se trouve à l'extrémité méridionale du massif de la Chartreuse. À l'est elle grimpe les flancs des monts Jalla et Rachais ; à l'ouest elle est dominée par la falaise du mont Néron.
Des mines de pierre à ciment, exploitées jusqu'au début du XXe siècle, sont creusées dans la montagne.

### Hydrographie

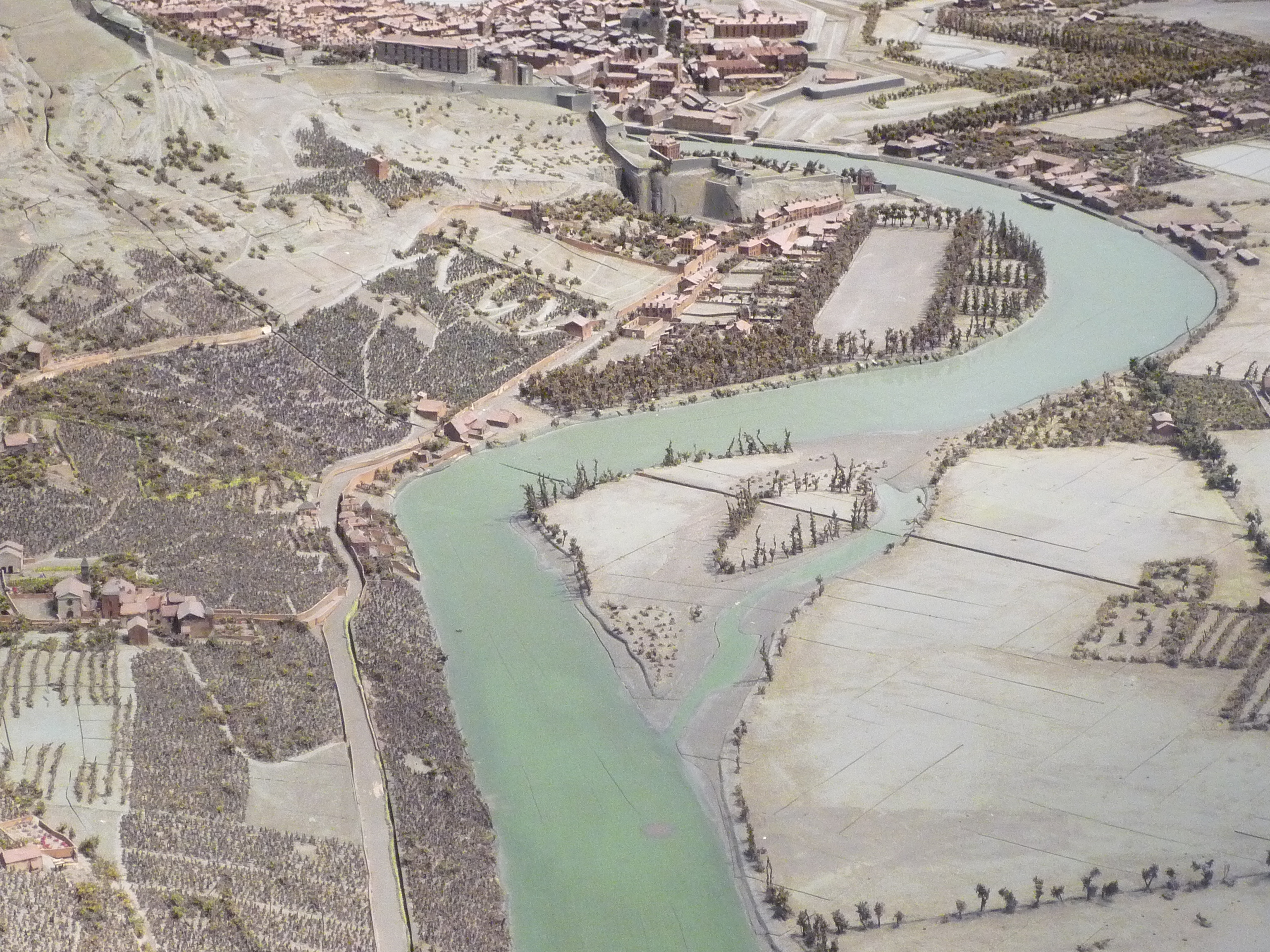
Saint-Martin-le-Vinoux en 1848 sur le plan-relief de Grenoble.

La ville fait partie de l'Association départementale Isère Drac Romanche.
En 1831 est ouvert le nouveau canal de la Vence, qui ne suffit pas à contenir les eaux de la Brassière (Biole), ce qui provoque plusieurs inondations de la plaine. En 1951 encore, ces inondations ont touché Saint-Martin-le-Vinoux.
Entre le Néron et le mont Jalla, le ruisseau du Souchet, autrefois nommé ruisseau du moulin, descend vers l'Isère. Le dernier tronçon est canalisé sous la N 481, et se jette ainsi dans l'Isère à la hauteur du pont de chemin de fer reliant Grenoble.
L'étang Pique-Pierre  est enchâssé entre la voie ferrée et la N 481, à proximité de l'Isère.
Dans la commune voisine de Saint-Égrève, à quelques mètres de la limite de Saint Martin le Vinoux, on trouve le lac de Fiancey, au sud du Parc du même nom.

### Climat
Pour des articles plus généraux, voir Climat d'Auvergne-Rhône-Alpes et Climat de l'Isère.
En 2010, le climat de la commune est de type climat océanique altéré, selon une étude du Centre national de la recherche scientifique s'appuyant sur une série de données couvrant la période 1971-2000. En 2020, Météo-France publie une typologie des climats de la France métropolitaine dans laquelle la commune est exposée à un climat de montagne ou de marges de montagne et est dans la région climatique Alpes du nord, caractérisée par une pluviométrie annuelle de 1 200 à 1 500 mm, irrégulièrement répartie en été.
Pour la période 1971-2000, la température annuelle moyenne est de 10,8 °C, avec une amplitude thermique annuelle de 18,6 °C. Le cumul annuel moyen de précipitations est de 1 198 mm, avec 9,2 jours de précipitations en janvier et 7,1 jours en juillet. Pour la période 1991-2020, la température moyenne annuelle observée sur la station météorologique de Météo-France la plus proche, « Grenoble - Lvd », sur la commune du Versoud à 12 km à vol d'oiseau, est de 12,6 °C et le cumul annuel moyen de précipitations est de 981,1 mm,. Pour l'avenir, les paramètres climatiques de la commune estimés pour 2050 selon différents scénarios d'émission de gaz à effet de serre sont consultables sur un site dédié publié par Météo-France en novembre 2022.

### Voies de communication et transports

#### Voies routières
La route nationale 481 (RN 481), puis l'autoroute A48 qui longe l'Isère à partir de la Porte de France, permet la liaison de Lyon à Grenoble.
Un projet de contournement routier de Grenoble, appelé rocade Nord, très contesté durant les années 2000-2010 car il nécessitait le percement d'un tunnel de 1,7 km entre La Tronche et Saint-Martin-le-Vinoux, a été bloqué en 2010 par une commission d'enquête.

#### Transport en commun

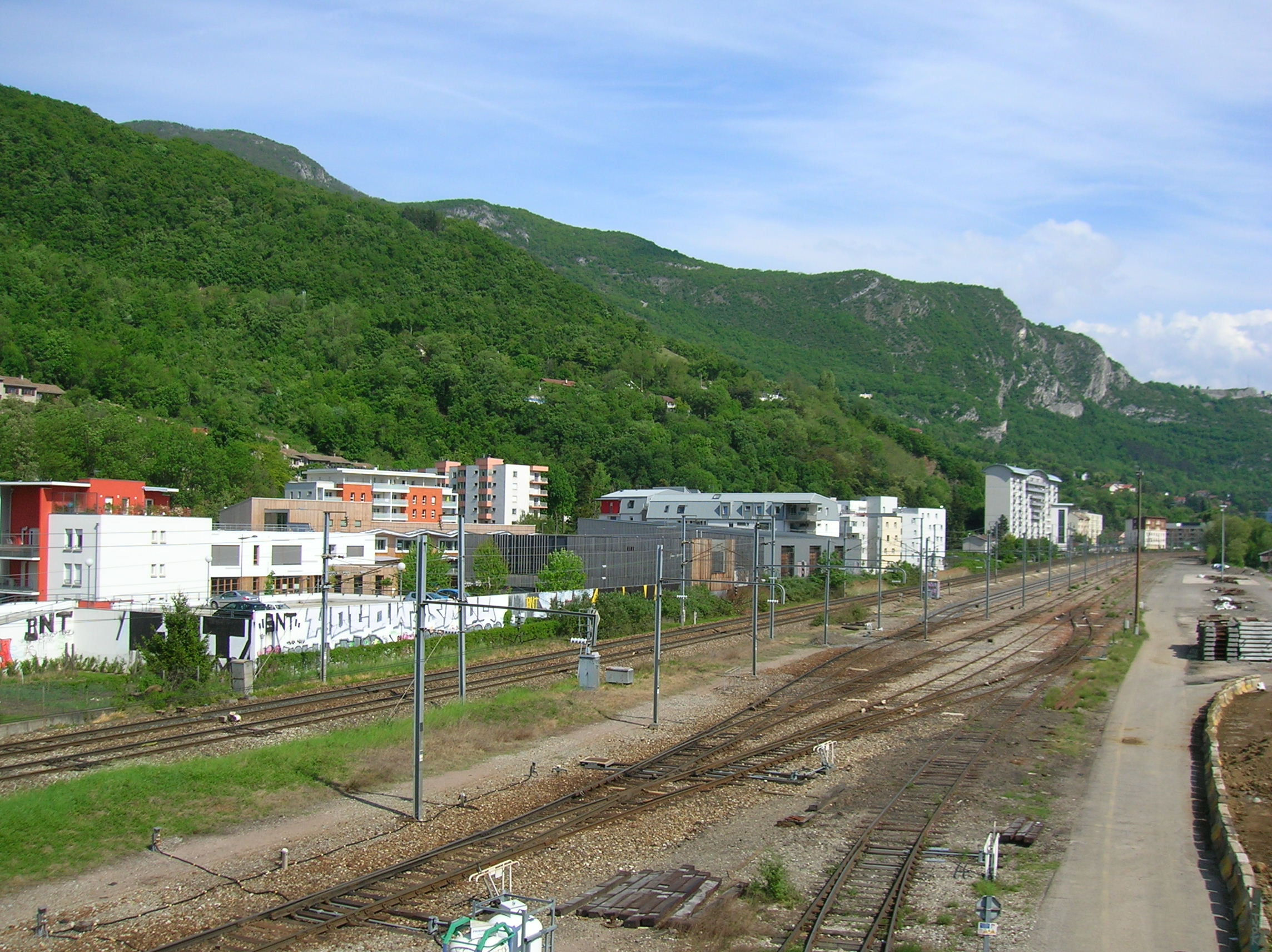
Chemin de fer à Saint-Martin-le-Vinoux.

Au début du XXe siècle, le tramway SGTE Voreppe-Grenoble traversait le village.
En 1857, la ligne Rives - Pique Pierre est mise en service ; elle s'arrête sur le territoire communal au lieu-dit Pique Pierre,, où une gare provisoire est établie dans l'attente de la construction d'un pont sur l'Isère permettant d'atteindre Grenoble, ce qui sera effectif un an plus tard.
La commune est desservie par la ligne E du tramway de Grenoble depuis le 28 juin 2014. Les arrêts sur le territoire de la commune sont : Hôtel de Ville, Horloge et Néron. L'arrêt Casamaures-Village, bien que situé sur la commune de Grenoble, fait référence à un monument et un quartier de Saint Martin le Vinoux (tous proches).
Les lignes de bus 55 et 56 permettent de relier la ligne E du tramway au col de Clémencières.
La gare de triage de Saint-Martin-le-Vinoux est ouverte au service Fret SNCF et la gare ferroviaire permettant l'accès au public la plus proche est celle de Saint-Égrève-Saint-Robert desservie par les trains régionaux du réseau TER Rhône-Alpes.
L'aéroport le plus proche est l'aéroport international de Grenoble-Isère, situé à quarante kilomètres au nord de l'agglomération Grenobloise et directement relié par l'autoroute à la commune.

## Urbanisme

### Typologie
Au 1er janvier 2024, Saint-Martin-le-Vinoux est catégorisée grand centre urbain, selon la nouvelle grille communale de densité à sept niveaux définie par l'Insee en 2022.
Elle appartient à l'unité urbaine de Grenoble, une agglomération intra-départementale regroupant 38 communes, dont elle est une commune de la banlieue,,. Par ailleurs la commune fait partie de l'aire d'attraction de Grenoble, dont elle est une commune du pôle principal,. Cette aire, qui regroupe 204 communes, est catégorisée dans les aires de 700 000 habitants ou plus (hors Paris),.

### Occupation des sols
L'occupation des sols de la commune, telle qu'elle ressort de la base de données européenne d’occupation biophysique des sols Corine Land Cover (CLC), est marquée par l'importance des forêts et milieux semi-naturels (54,8 % en 2018), une proportion sensiblement équivalente à celle de 1990 (55,3 %). La répartition détaillée en 2018 est la suivante :
forêts (48,8 %), zones agricoles hétérogènes (17 %), zones urbanisées (10,2 %), prairies (9,2 %), zones industrielles ou commerciales et réseaux de communication (8,7 %), espaces ouverts, sans ou avec peu de végétation (5 %), milieux à végétation arbustive et/ou herbacée (1 %), eaux continentales (0,1 %). L'évolution de l’occupation des sols de la commune et de ses infrastructures peut être observée sur les différentes représentations cartographiques du territoire : la carte de Cassini (XVIIIe siècle), la carte d'état-major (1820-1866) et les cartes ou photos aériennes de l'IGN pour la période actuelle (1950 à aujourd'hui).

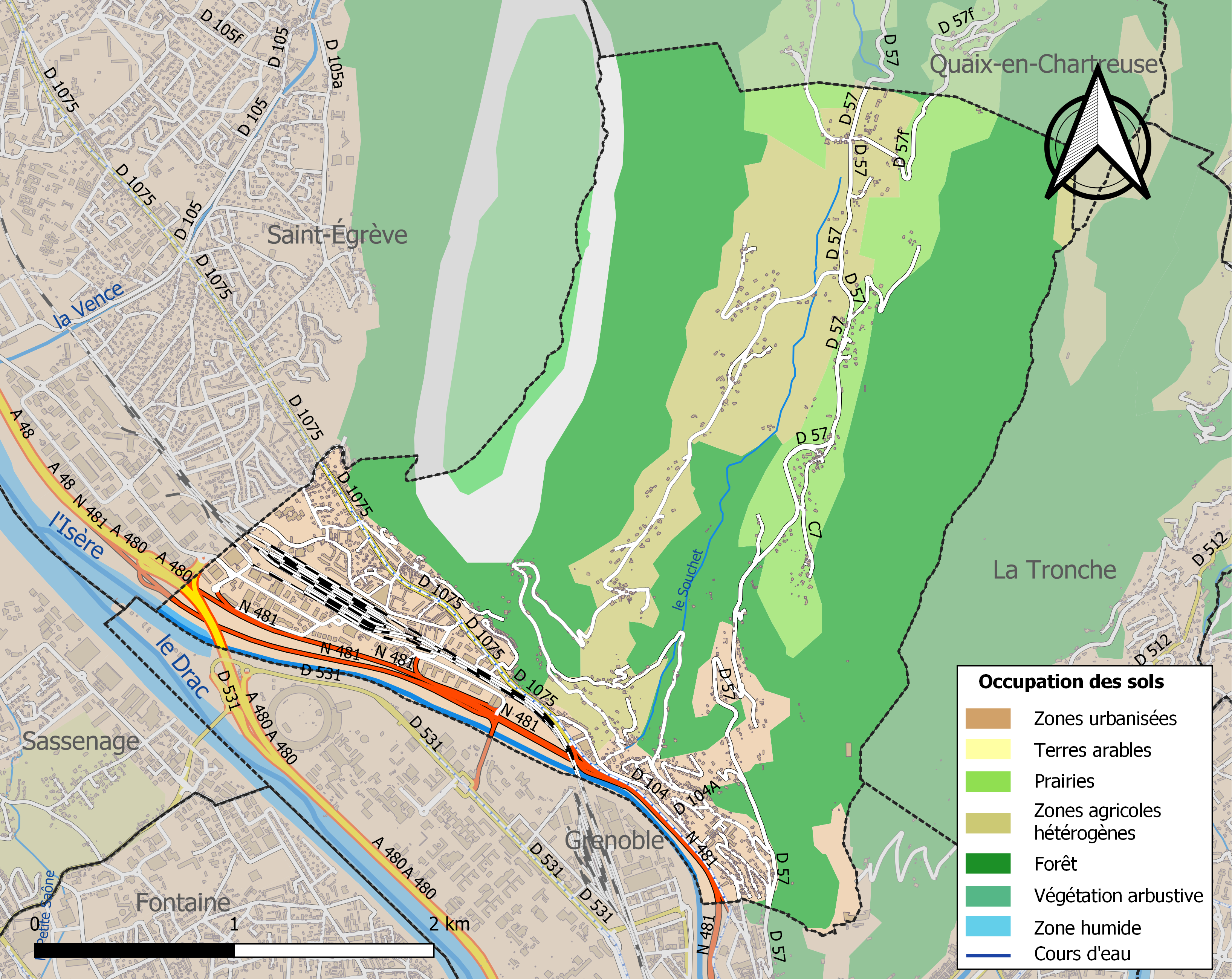
Carte des infrastructures et de l'occupation des sols de la commune en 2018 (CLC).

### Morphologie urbaine
Les hameaux et les lieux-dits de Saint-Martin-le-Vinoux incluent : le village, le Blanchet, le Canet, l'Ermitage, le Mas-Caché (hameau), Lachal, Levetière, Ripaillère, Narbonne, Buisseratte, Saint-Martin-le-Petit-Vinoux, Clémencières, l'Hermitage (jadis dit la Balme) le Moulin (lieu-dit) et la Balme.

### Logements
En 2009, le nombre total de logements dans la commune était de 2 254, alors qu'il était de 2 055 en 1999.
Parmi ces logements, 92,9 % étaient des résidences principales, 1,4 % des résidences secondaires et 5,7 % des logements vacants. Ces logements étaient pour 37,6 % d'entre eux des maisons individuelles et pour 62,1 % des appartements.
La proportion des résidences principales, propriétés de leurs occupants était de 55,5 %, en légère hausse par rapport à 1999 (54 %). La part de logements HLM loués vides (logements sociaux) était de 23,4 % contre 22 % en 1999, leur nombre ayant augmenté de 421 à 490.

### Risques naturels et technologiques
Les risques majeurs recensés à Saint-Martin-le-Vinoux sont, :
- le risque sismique ;
- le risque nucléaire ;
- la rupture de barrage ;
- les crues torrentielles et les inondations de la plaine ;
- les incendies de forêts ;
- les effondrement de terrain, les chutes de pierres ;
- les évènements météorologiques extrêmes ;
- le transport de matières dangereuses.

#### Risques sismiques
L'ensemble du territoire de Saint-Martin-le-Vinoux est situé en zone de sismicité no 4, comme l'ensemble du territoire de l'agglomération grenobloise.
| Type de zone | Niveau            | Définitions (bâtiment à risque normal) |
| ------------ | ----------------- | -------------------------------------- |
| Zone 4       | Sismicité moyenne | accélération = 1,6 m/s2                |

## Toponymie
Le nom Saint-Martin est issu du nom du saint catholique romain saint Martin du IVe siècle, évêque de Tours, saint-patron de la paroisse de Saint-Martin du Néron.
Le nom vinoux, du latin vinetum (vignoble), est caractéristique d'un terrain riche en vignobles. Un document atteste en 1044 de l'existence du nom Sanctus Martinus vinosus. Il fut appelé aussi San Martine Vinos (au XIIe siècle) et San Martino lo Vinos (au XIIIe siècle). On trouve encore Saint-Martin-le-Vinoux au XVe siècle et aux siècles suivants, Stus Martinus Vinos et Stus Martinus.

## Histoire

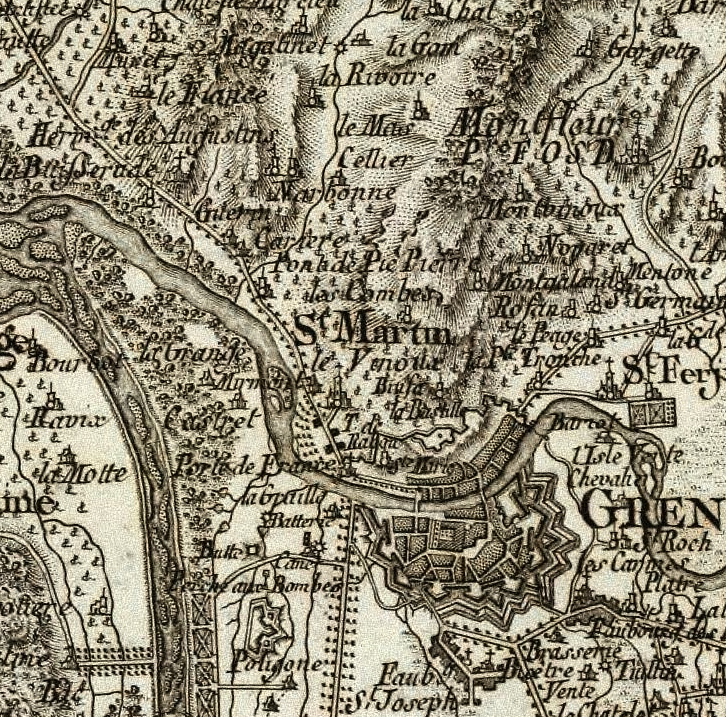
Saint-Martin-le-Vinoux sur la Carte de Cassini (1750).

Le site de l'Hermitage fut occupé dès le Néolithique. Une pierre à cupules dite de Clémencières a été trouvée dans un mur du hameau homonyme au début du XXe siècle par Hippolyte Müller et est actuellement conservée au Musée dauphinois de Grenoble,,. Sur la crête sommitale du mont Rachais, à environ 1 000 m d'altitude, Müller a découvert des vestiges de poterie et un morceau de silex tandis que des chercheurs ont trouvé des traces qui ressemblent à une levée de terre protohistorique, probablement d'époque gauloise, un ancien champ protégé par une palissade,.
Un poste de guet d'époque gallo-romaine et une voie romaine en encorbellement, taillée dans la falaise, ont été découverts sur le Néron. Des séries de fouilles archéologiques dirigées par Hippolyte Müller permettent aux XIXe et XXe siècles la mise au jour d'une citerne de l'ancienne vigie et des nombreux artéfacts,.
Le hameau de l'Hermitage fut aussi occupé à l'époque romaine et anciennement appelé hameau de la Balme pour la balme (grotte) dans la falaise. Au XIIIe siècle il y avait une léproserie. Des documents du XIVe siècle attestent l'existence d'un château fort des chevaliers de la Balme, déjà en ruine au XVIe siècle. Ces vestiges sont achetés par les moines augustiniens au début du XVe siècle pour y bâtir le couvent de l'Hermitage, encore bien conservé dans les années 1920.
Durant la Seconde Guerre mondiale, plusieurs bombardements des Alliés ont lieu entre le 26 mai et le 16 août 1944.

## Politique et administration

### Administration municipale
Le nombre d'habitants au dernier recensement étant compris entre 5 000 et 9 999, le nombre de membres du conseil municipal est de 29.

### Liste des maires

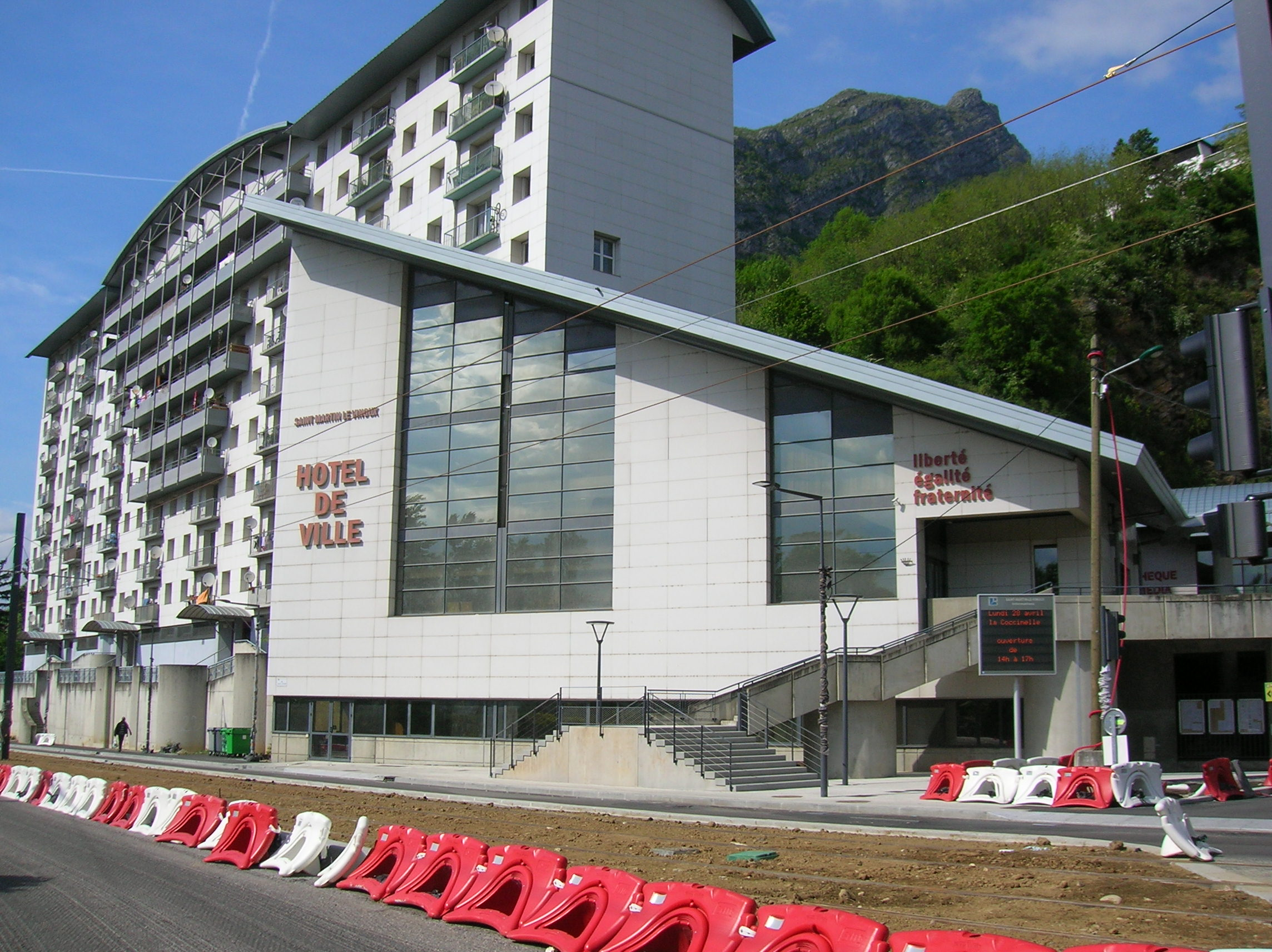
La mairie de Saint-Martin-le-Vinoux.

| Période                                  | Période  | Identité        | Étiquette   | Qualité  |
| ---------------------------------------- | -------- | --------------- | ----------- | -------- |
| Les données manquantes sont à compléter. |          |                 |             |          |
| 1965                                     | 1986     | Henri Trémeaux  | Union PS-PC | Dentiste |
| 1986                                     | 2000     | Bernard Cornu   | PS          |          |
| 2000                                     | 2020     | Yannik Ollivier | PS          | Retraité |
| 2020                                     | En cours | Sylvain Laval   | DVG         |          |

### Jumelages
La ville est jumelée avec :
- Brotterode (Allemagne) depuis 1968, en Thuringe, Allemagne[38] ;
- Moribabougou (Mali) depuis 1998[38] ;
- Balcesti (Roumanie) depuis 1998[38].

## Population et société

### Démographie
Les habitants de la commune sont appelés les Saint-Martiniers.
L'évolution du nombre d'habitants est connue à travers les recensements de la population effectués dans la commune depuis 1793. Pour les communes de moins de 10 000 habitants, une enquête de recensement portant sur toute la population est réalisée tous les cinq ans, les populations de référence des années intermédiaires étant quant à elles estimées par interpolation ou extrapolation. Pour la commune, le premier recensement exhaustif entrant dans le cadre du nouveau dispositif a été réalisé en 2008.

En 2022, la commune comptait 5 957 habitants, en évolution de +3,47 % par rapport à 2016 (Isère : +3,07 %, France hors Mayotte : +2,11 %).
| 1793 | 1800 | 1806 | 1821 | 1831 | 1836  | 1841  | 1846  | 1851  |
| ---- | ---- | ---- | ---- | ---- | ----- | ----- | ----- | ----- |
| 753  | 888  | 723  | 734  | 891  | 1 044 | 1 204 | 1 138 | 1 076 |

| 1856  | 1861  | 1866  | 1872  | 1876  | 1881  | 1886 | 1891  | 1896 |
| ----- | ----- | ----- | ----- | ----- | ----- | ---- | ----- | ---- |
| 1 080 | 1 124 | 1 124 | 1 140 | 1 471 | 1 565 | 972  | 1 013 | 946  |

| 1901 | 1906 | 1911 | 1921  | 1926  | 1931  | 1936  | 1946  | 1954  |
| ---- | ---- | ---- | ----- | ----- | ----- | ----- | ----- | ----- |
| 958  | 888  | 900  | 1 022 | 1 110 | 1 647 | 1 731 | 1 903 | 2 672 |

| 1962  | 1968  | 1975  | 1982  | 1990  | 1999  | 2006  | 2008  | 2013  |
| ----- | ----- | ----- | ----- | ----- | ----- | ----- | ----- | ----- |
| 3 849 | 5 843 | 5 582 | 5 251 | 5 139 | 5 187 | 5 331 | 5 365 | 5 501 |

| 2018  | 2022  | - | - | - | - | - | - | - |
| ----- | ----- | - | - | - | - | - | - | - |
| 5 799 | 5 957 | - | - | - | - | - | - | - |

### Enseignement
Rattachée à l'académie de Grenoble, la commune de Saint-Martin-le-Vinoux administre plusieurs établissements scolaires primaires :
- l'école du Village, ou école Centre selon le ministère, (maternelle et élémentaire), située aux 8 et 10 place du Village ;
- l'école Robert-Badinter (maternelle et élémentaire) située au 3 rue des Rosiers, remplaçant les anciennes maternelle du 26-Mai-1944 et élémentaire Joseph-Bergonzoli ;
- l'école Le Néron (maternelle et élémentaire), située au 424 rue Félix-Faure.

L'école de Lachal (maternelle et élémentaire), située au hameau de Lachal a fermé en septembre 2018. Les classes ont été regroupées avec celles de l'école du Village.
Le département gère un collège : le collège Chartreuse.
Le lycée de secteur est le lycée Stendhal de Grenoble.

### Sports
La commune dispose de plusieurs sentiers balisés et de voies d'escalade.
Du hameau de Narbonne partent des randonnées vers le Néron.
Saint-Martin-le-Vinoux dispose des équipements sportifs suivants :
- la piscine intercommunale Tournesol, rue du Petit-Lac,
- le gymnase intercommunal Jeannie Longo, rue du Petit-Lac,
- le dojo, rue du Petit-Lac,
- un stade de foot intercommunal, rue du Petit-Lac
- le gymnase communal Pierre-Mendès-France, rue des Rosiers,
- le site d'escalade Les Balmes,
- le spot VTT freestyle Serlin Trail, en forêt de Chartreuse, au dessus du hameau de Levetière

But de plusieurs randonnées, en haut du Néron se trouve le belvédère de Lucky Luke (une sculpture du héros de bande dessinée de 2,5 mètres)

### Santé

#### Professionnels de santé
Saint-Martin-le-Vinoux comprend plusieurs professionnels de santé.
Liste des professionnels médicaux et paramédicaux :
- cinq médecins ;
- un orthophoniste ;
- quatre infirmier/es ;
- un chirurgien dentiste ;
- quatre kinésithérapeutes ;
- un pédicure-podologue ;
- un orthophoniste ;
- un ostéopathe ;
- une diététicienne nutritionniste.

### Cultes

#### Culte catholique
La communauté catholique dépend de la paroisse Saint Martin du Néron, elle même rattachée au diocèse de Grenoble-Vienne.

#### Autres cultes

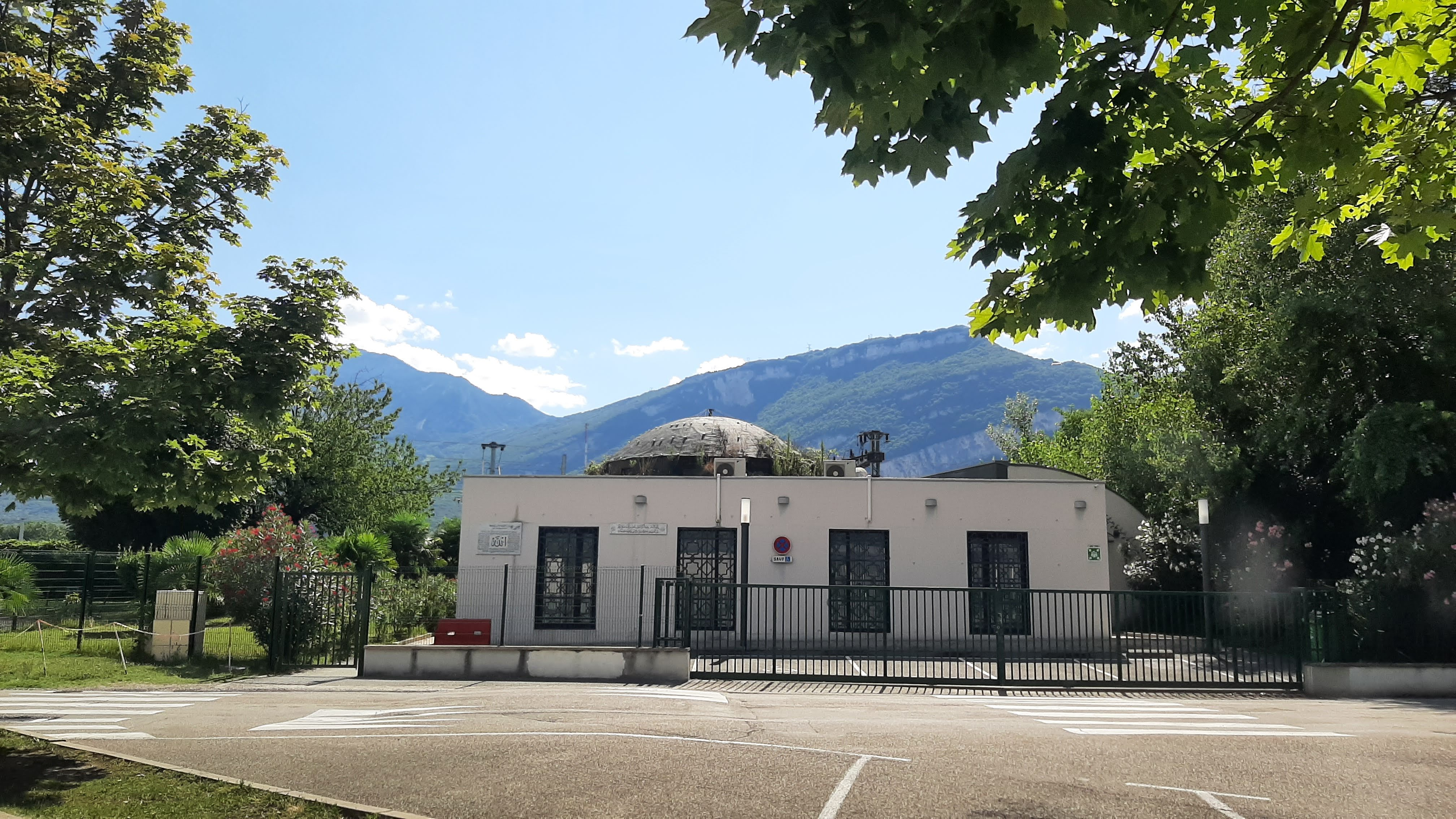
La mosquée El Houda.

Une mosquée construite en 2012 le long du chemin de fer, près des équipements sportifs intercommunaux, sert de lieu de culte aux musulmans.

## Économie
La commune fait partie de l'aire géographique de production et transformation du « Bois de Chartreuse », la première AOC de la filière Bois en France,.
Saint-Martin-le-Vinoux est une des communes d'un secteur de vignobles pouvant revendiquer le label IGP « Coteaux-du-grésivaudan », comme la plupart des communes de la moyenne vallée de l'Isère (Grésivaudan et cluse de Voreppe).

### Revenus de la population et fiscalité
En 2011, le revenu fiscal médian par ménage était de 30 346 €, ce qui plaçait Saint-Martin-le-Vinoux au 15 231e rang parmi les 31 886 communes de plus de 49 ménages en métropole.
En 2009, 44,6 % des foyers fiscaux n'étaient pas imposables.

### Emploi
En 2009, la population âgée de 15 à 64 ans s'élevait à 3 548 personnes, parmi lesquelles on comptait 71,8 % d'actifs dont 64,4 % ayant un emploi et 7,4 % de chômeurs.
On comptait 1 893 emplois dans la zone d'emploi, contre 1 777 en 1999. Le nombre d'actifs ayant un emploi résidant dans la zone d'emploi étant de 2 300, l'indicateur de concentration d'emploi est de 82,3 %, ce qui signifie que la zone d'emploi offre moins d'un emploi par habitant actif.

### Entreprises et commerces

#### Historique

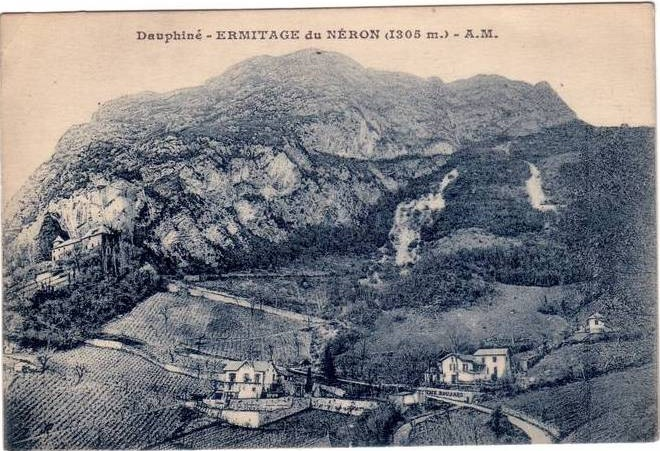
Le Château de l'ermitage et les vignobles disparus du hameau.

Dans le passé[Quand ?], les forêts sur les versants de la montagne sont intensivement exploitées pour alimenter les forges en charbon de bois. Largement remplacées par des vignobles, à Saint-Martin-le-Vinoux comme à Quaix, à Provezieux et à Saint-Egrève, on produit un vin de qualité, vendu un tiers plus cher que les autres vins de la vallée au XVIe siècle.
Pendant des siècles l'agriculture reste l'activité principale.
Au XIXe siècle, la cimenterie de la Porte de France et l'exploitation des mines du ciment naturel prompt sur la montagne complètent la Révolution industrielle de la région : à cette époque, Grenoble et ses alentours sont renommés au niveau mondial pour l'industrie de la chaux et du ciment, alimentée en énergie par la construction des barrages et des importants travaux publics dus au développement des centrales hydroélectriques, à l'électrochimie et à l'électrométallurgie.

#### AuXXIesiècle
Au 31 décembre 2010, Saint-Martin-le-Vinoux comptait 405 établissements : 8 dans l’agriculture-sylviculture-pêche, 30 dans l'industrie, 45 dans la construction, 274 dans le commerce-transports-services divers et 48 étaient relatifs au secteur administratif.
En 2011, 46 entreprises ont été créées à Saint-Martin-le-Vinoux, dont 22 par des autoentrepreneurs.
Aujourd'hui, la ville propose des restaurants et des infrastructures hôtelières.

## Culture locale et patrimoine

### Lieux et monuments

#### Patrimoine civil

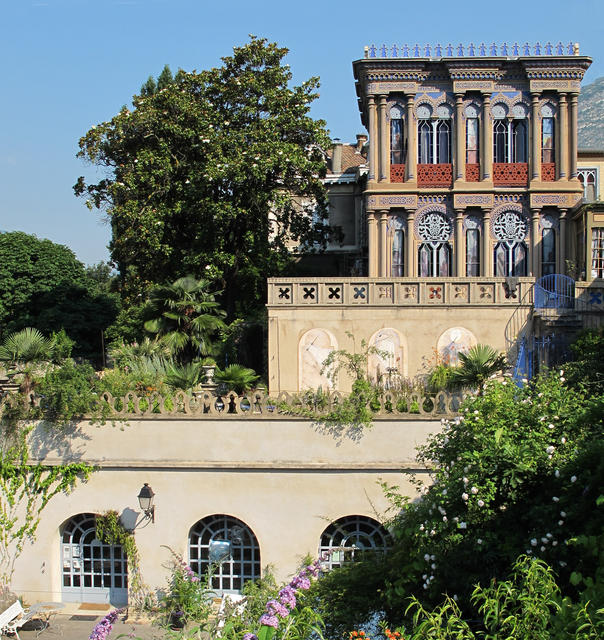
Le magnolia, trônant sur la grande terrasse de la Casamaures. Au niveau inférieur, trois premières arcades fenêtrées de la façade sud-est de l'orangerie.

##### La Casamaures
La Casamaures, villa en ciment moulé de style néo-mauresque du XIXe siècle, est classée monument historique par arrêté du 19 mars 1992.

##### Voie romane, poste romain et passerelle Müller
Sur le Néron on trouve un ancien chemin romain en encorbellement et des vestiges de l'antique passerelle de dix mètres de longueur, dans les escarpements.

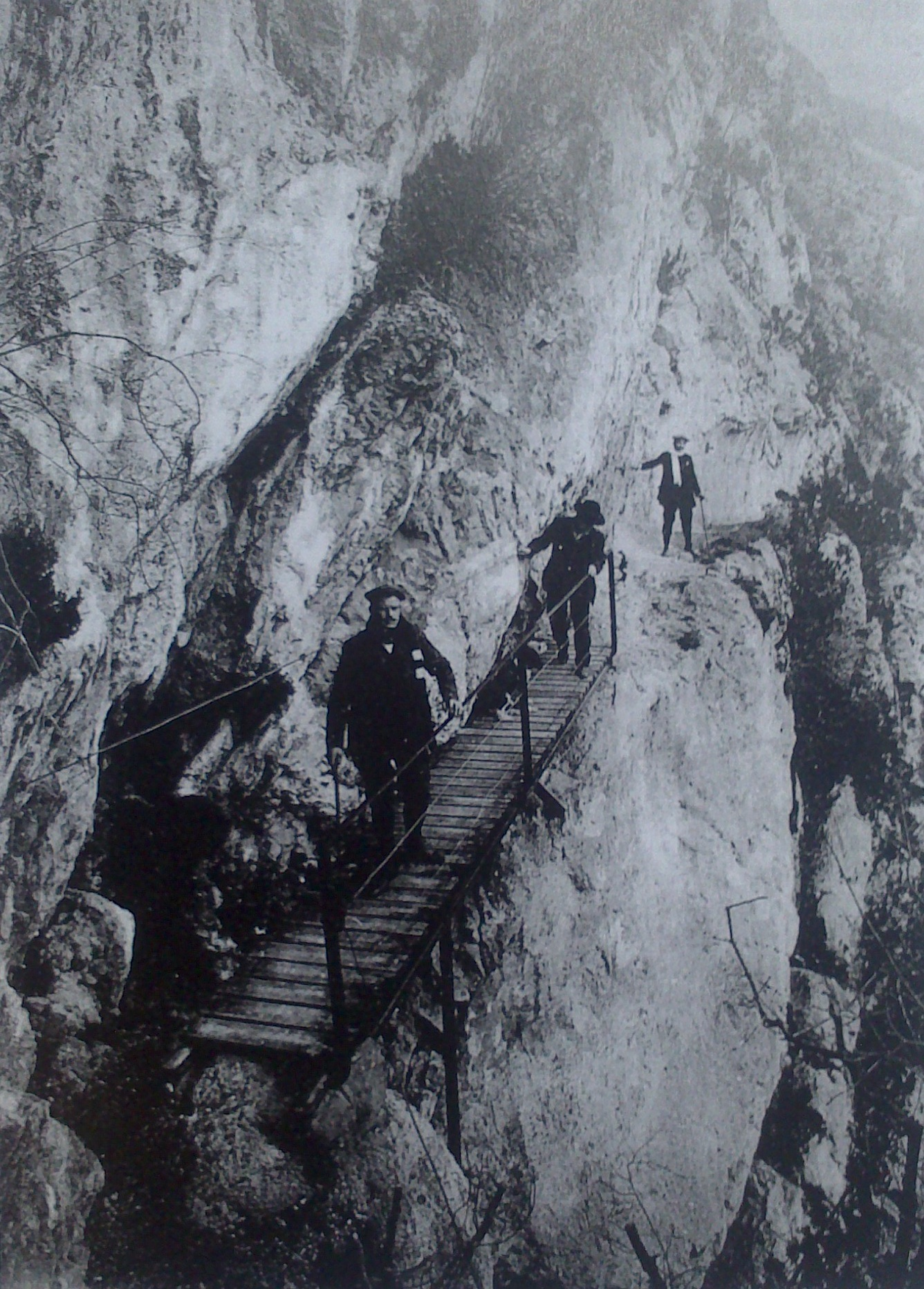
La passerelle sur le chemin romain.
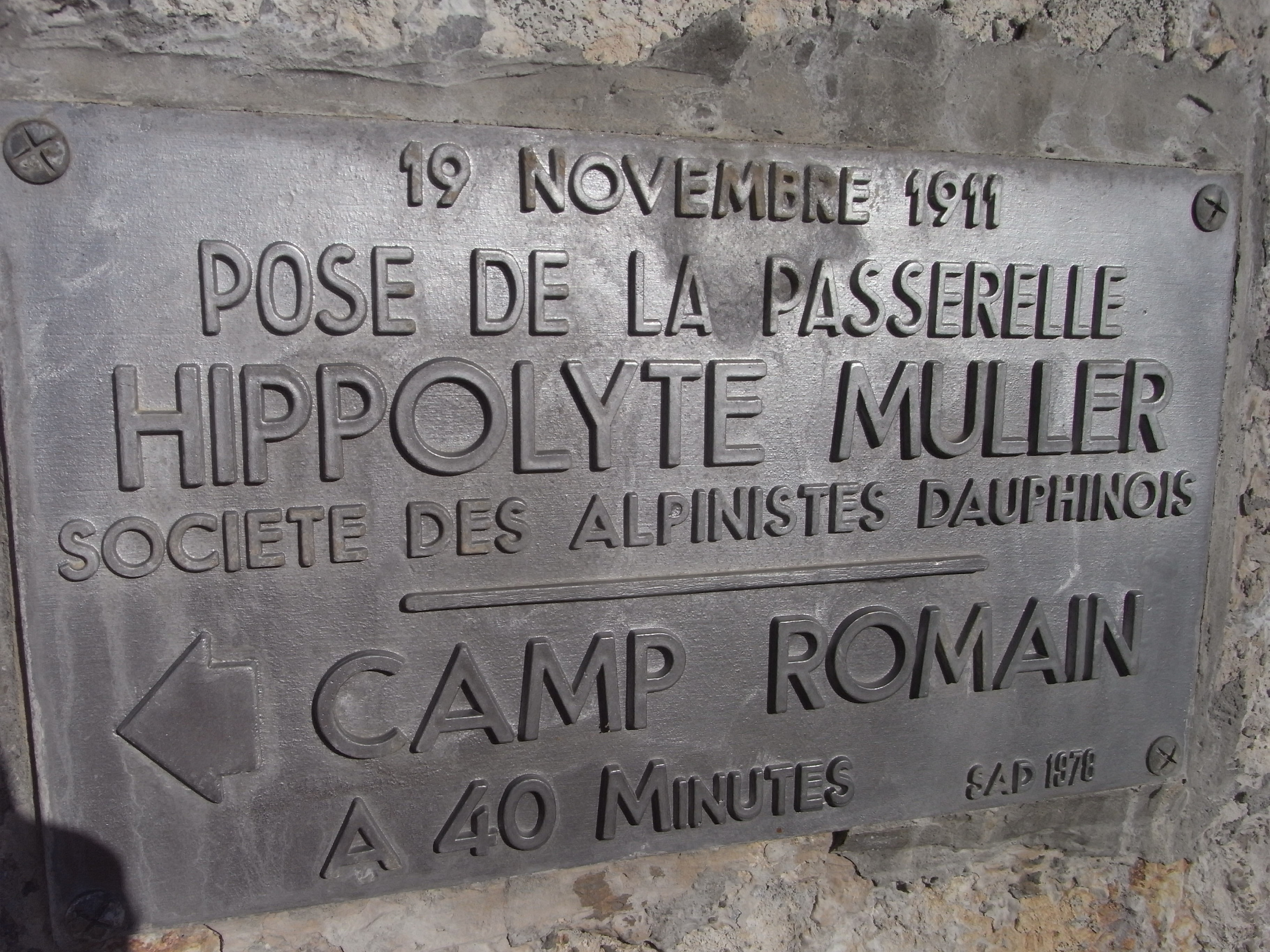
La plaque dédiée à Hippolyte Müller.
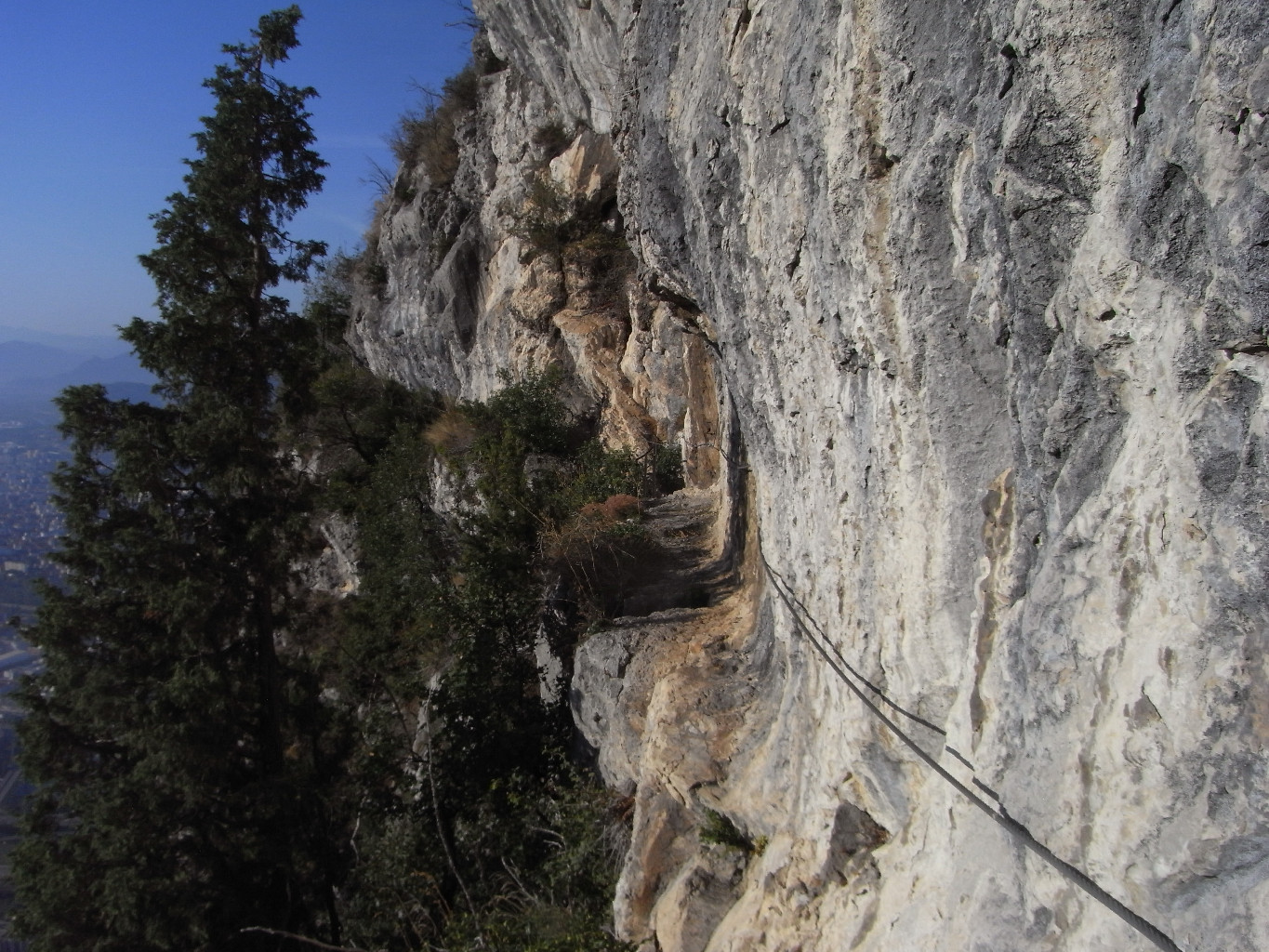
Le chemin romain en 2012.

##### Château de la balme de l'Ermitage

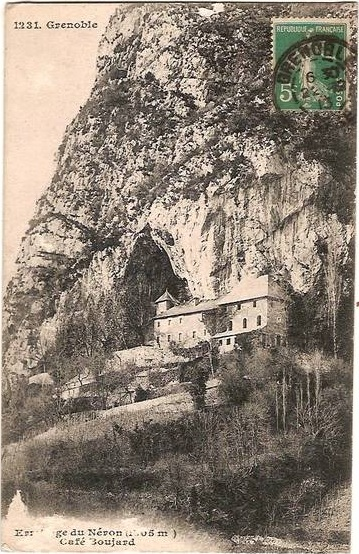
Le Château de l'Ermitage avant 1913.

L'extrémité méridionale du Néron (Isère) est occupée par une grotte appelée balme de l'Ermitage. Le site, occupé dès le Néolithique, accueille à partir du Moyen Âge une luxueuse villa, transformée en château, qui passe tour à tour aux mains de riches familles et d'ordres religieux.

##### Château de la Balme

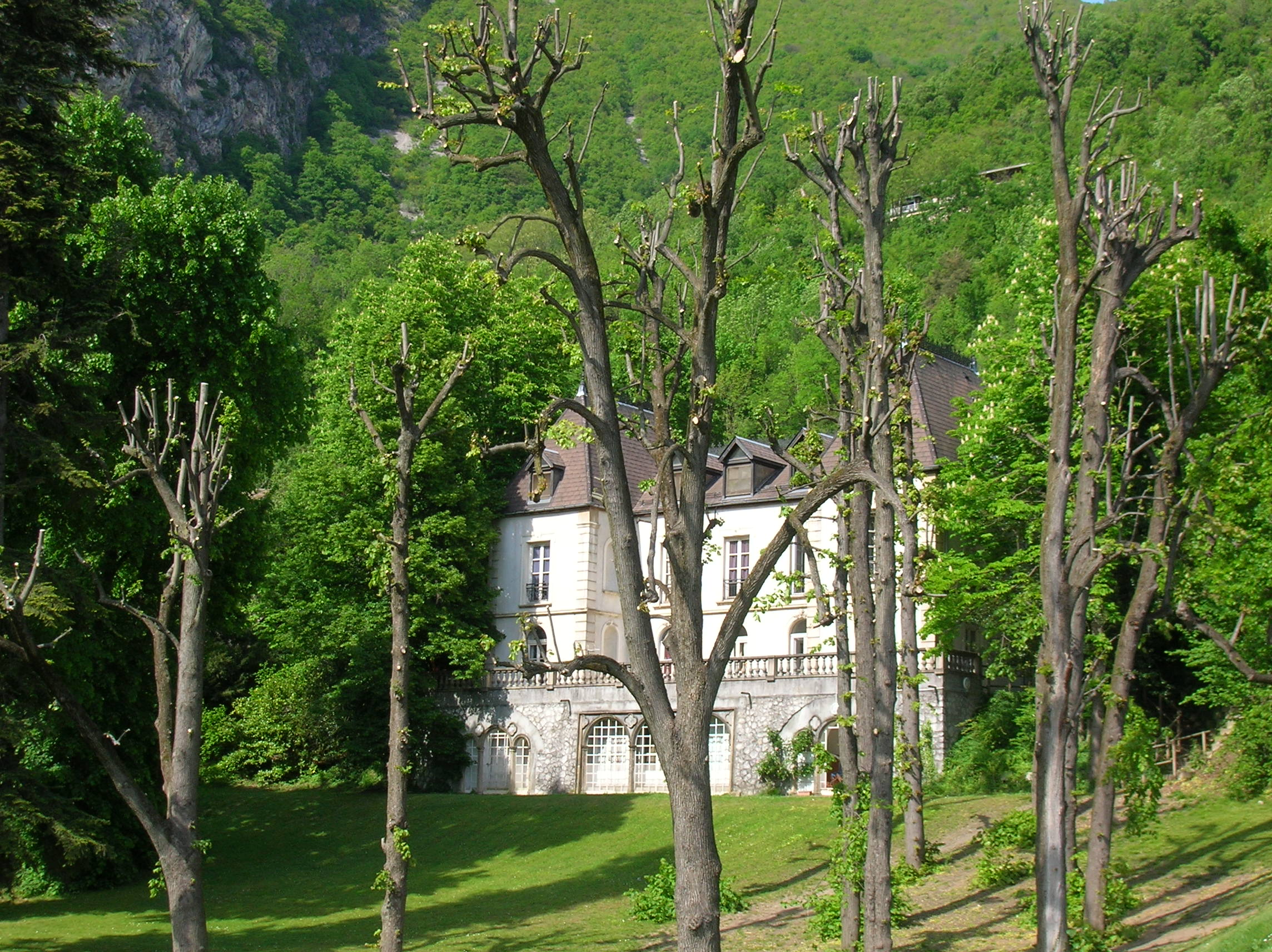
Le château de la Balme.

Le château de la Balme se trouve sur la D 104, au carrefour de rue de la Balme. Il a été construit au XVIIe siècle, quand le château de la balme de l'Ermitage, en ruine, est acheté par les moines augustiniens. Il appartient actuellement à un bailleur social qui l'a transformé en logements locatifs.

##### Château de Narbonne
Le château de Narbonne, du XVIe siècle, a été remanié plusieurs fois au cours des siècles. D'après certains historiens, ce serait une ancienne motte féodale. Il est appelé aussi Château Magnan.

##### Manoir de Chantoiseau

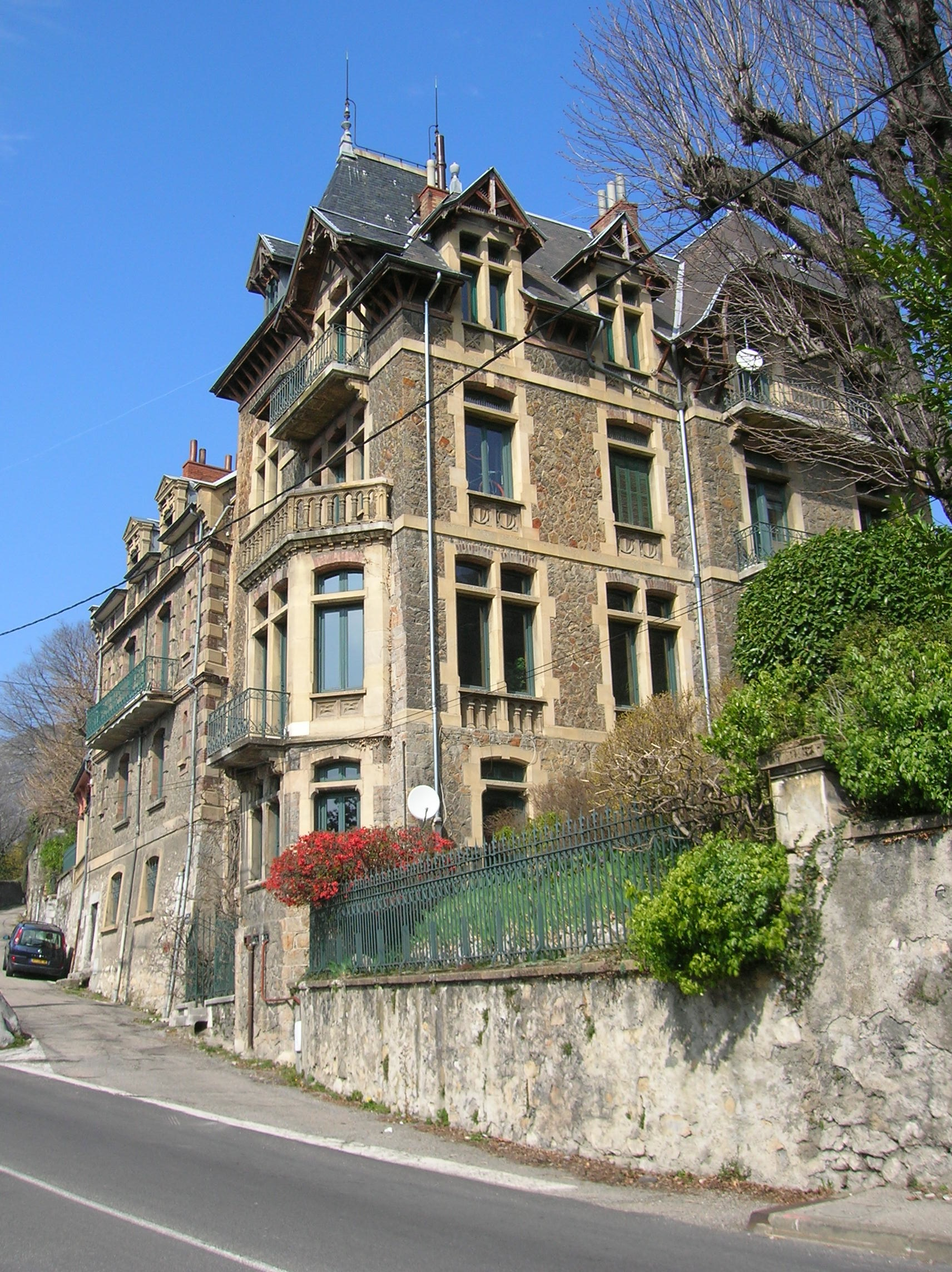
Le Castel Chantoiseau.

Le manoir de Chantoiseau est une villa de style éclectique, datant du XIXe siècle, située au carrefour de la D 104 et de la rue de la Résistance. Décoré de fenêtres à meneaux en ciment, il est l'œuvre tardive de l'architecte Jules Riondet (1847 - 1887), réalisé en 1886. Dans le jardin, un véritable arboretum, on trouve un Ginko biloba,. Le bâtiment appartient au cimentier Dumollard.

##### Batteries du Néron
Les batteries d'artillerie du Néron font partie du système Séré de Rivières de la ceinture fortifiée de Grenoble.

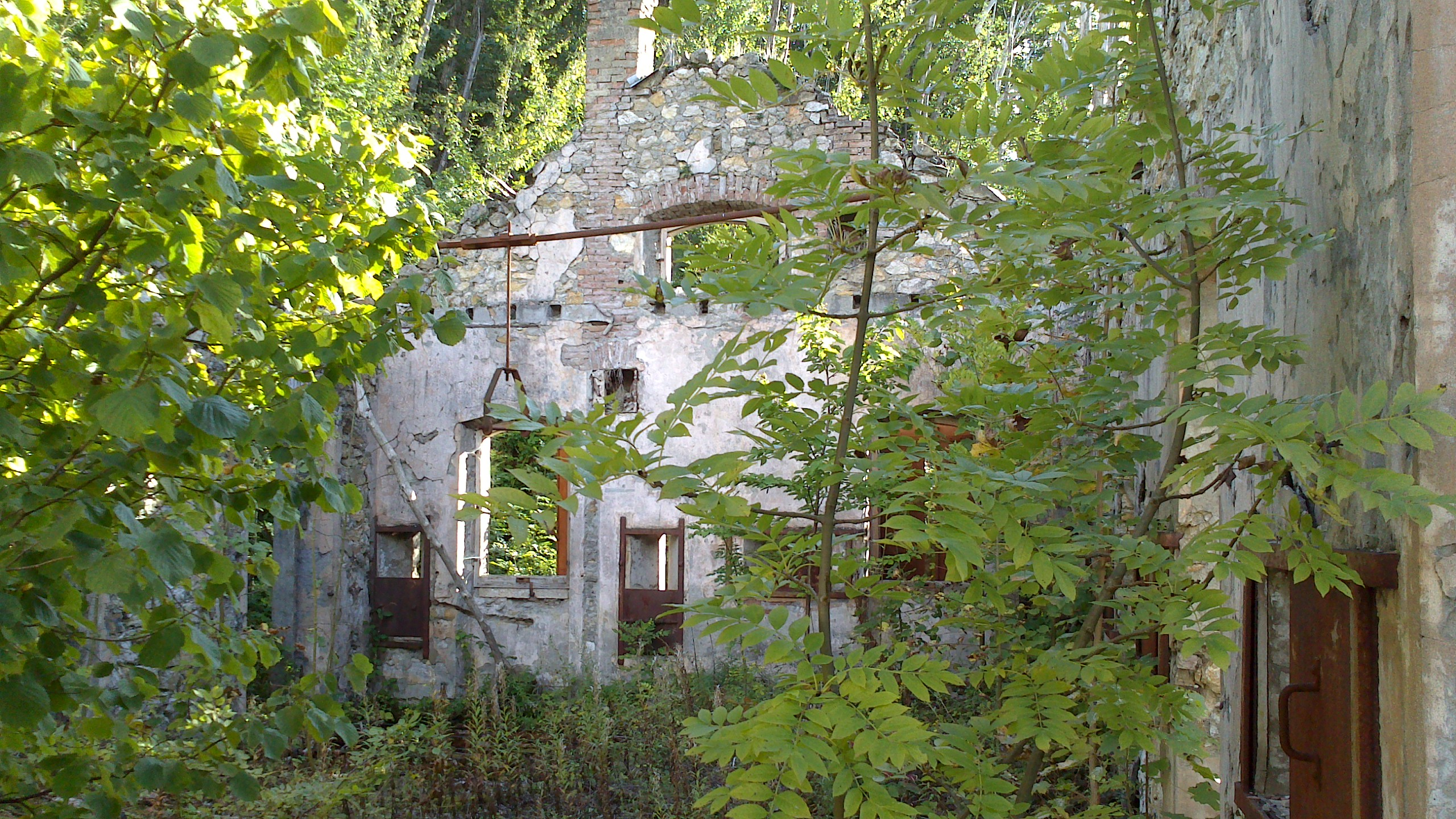
Casernement de la batterie du Néron.
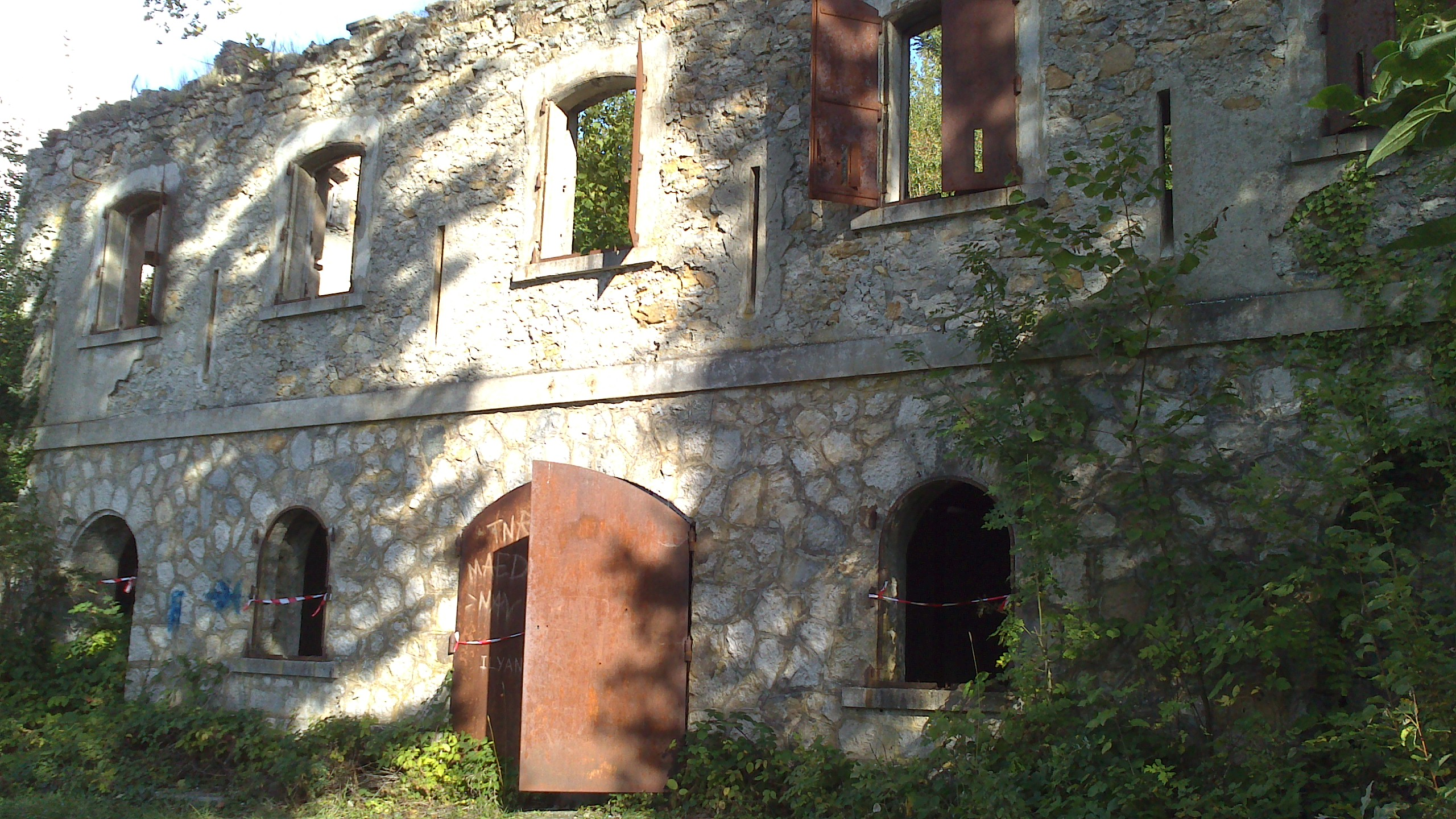
Casernement de la batterie du Néron.
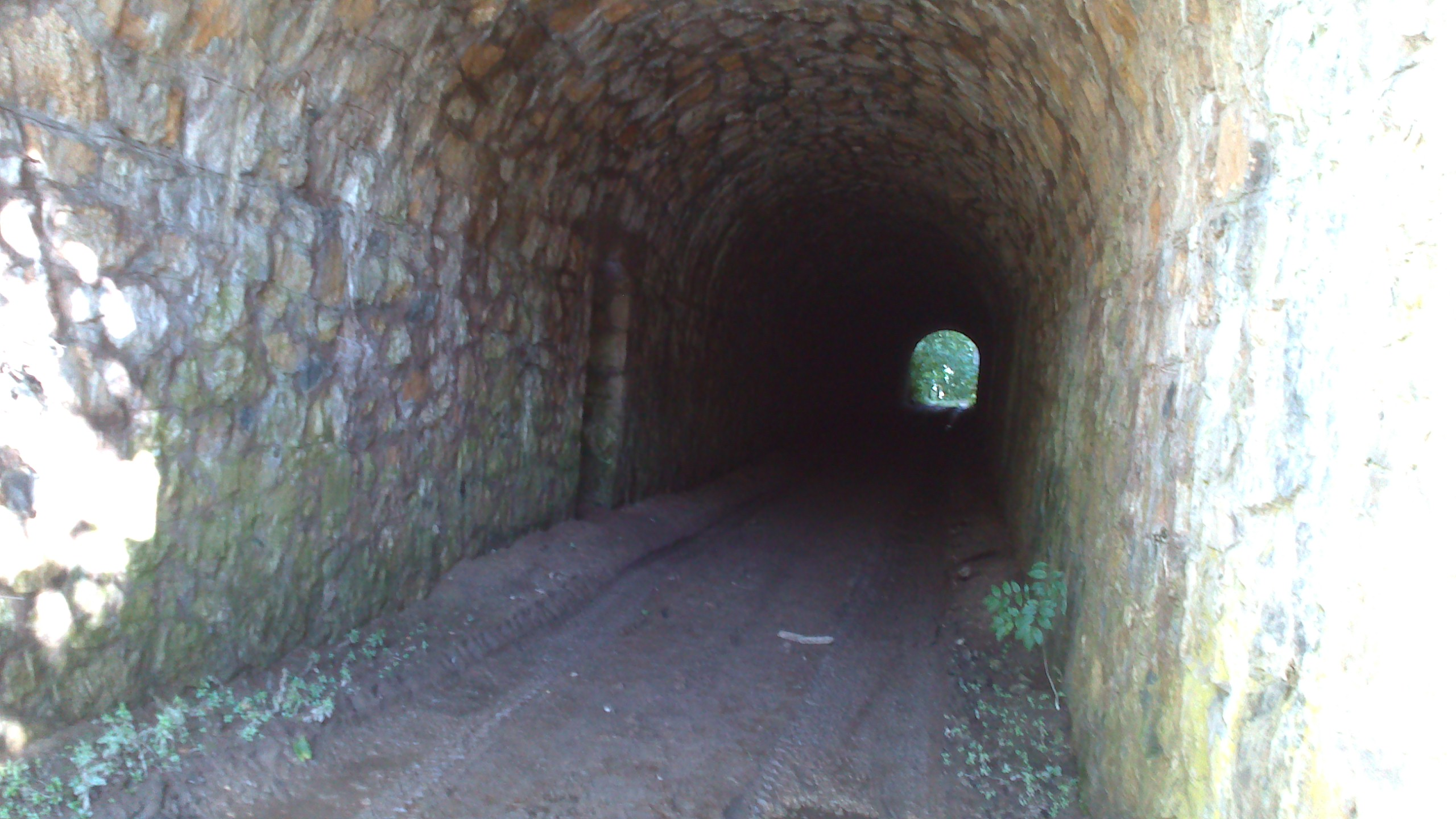
Tunnel de la batterie du Néron.

##### Mémorial national des troupes de montagne
- Mémorial national des troupes de montagne, monument sur le mont Jalla.

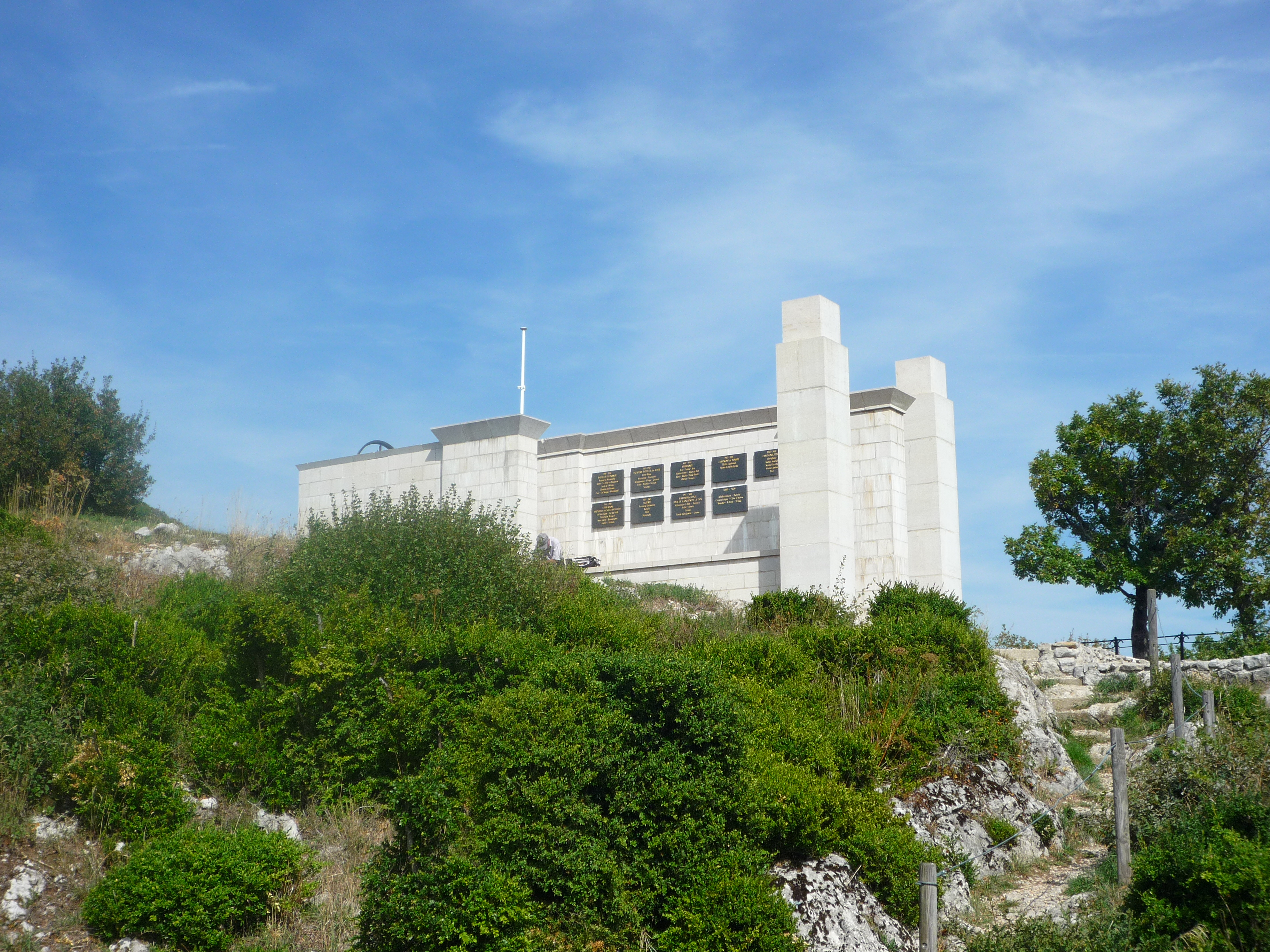
Le Mémorial national des troupes de montagne.
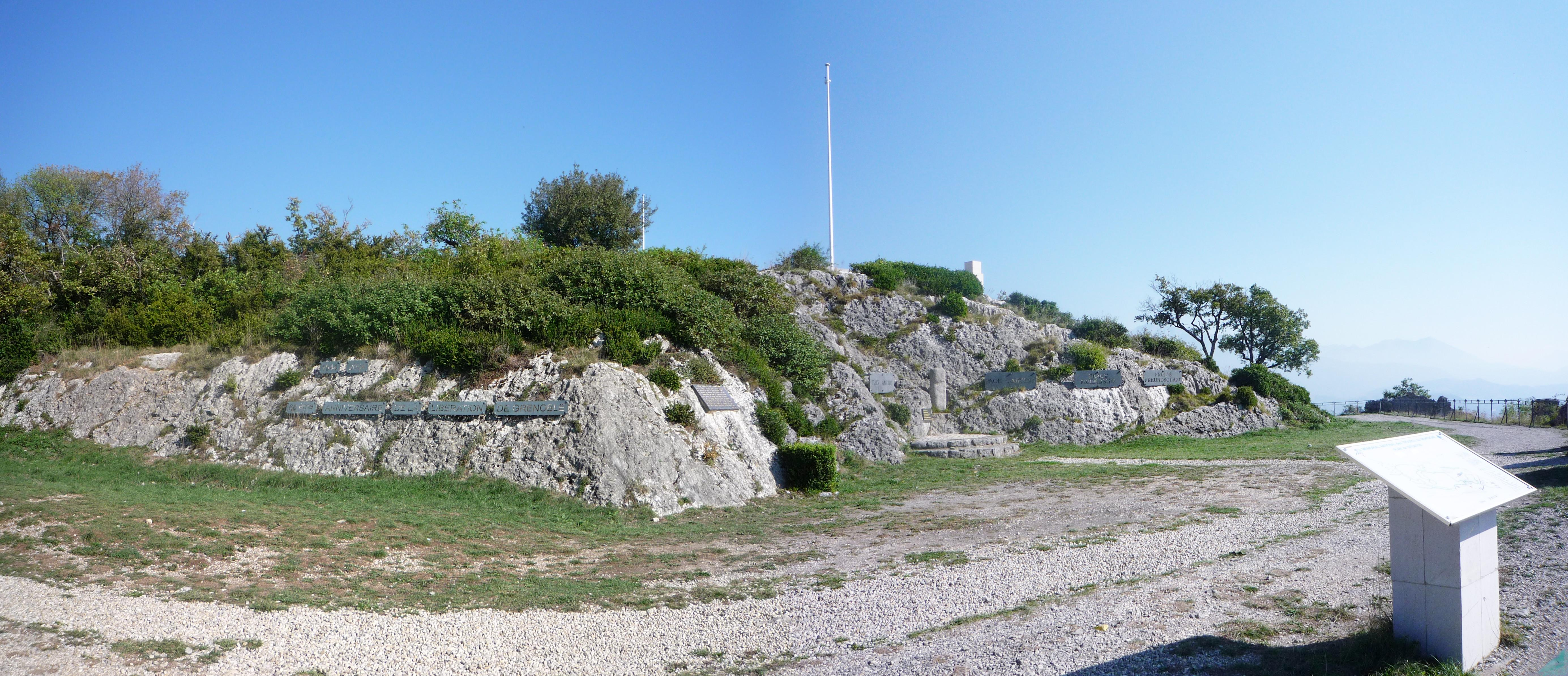
Le Mémorial.

##### Sculpture
La sculpture de Morice Lipsi Ouverture dans l'espace, colonne olympique installée en 1967 à l'occasion des Jeux olympiques d'hiver de 1968 : en granit bleu de Lanhelin, de 11,9 m de hauteur se situe aux limites de Saint-Martin-le-Vinoux et de Grenoble.

#### Patrimoine religieux
- l'église Saint-Martin, reconstruite au XVIIe siècle et encore en 1835, dédié au saint Martin de Tours, se trouve sur la place de la mairie ; restes du clocher du XIIe siècle.
- l'Église Saint-Jean-Marie-Vianney de la Buisserate, d'époque contemporaine.
- la chapelle de Narbonne.

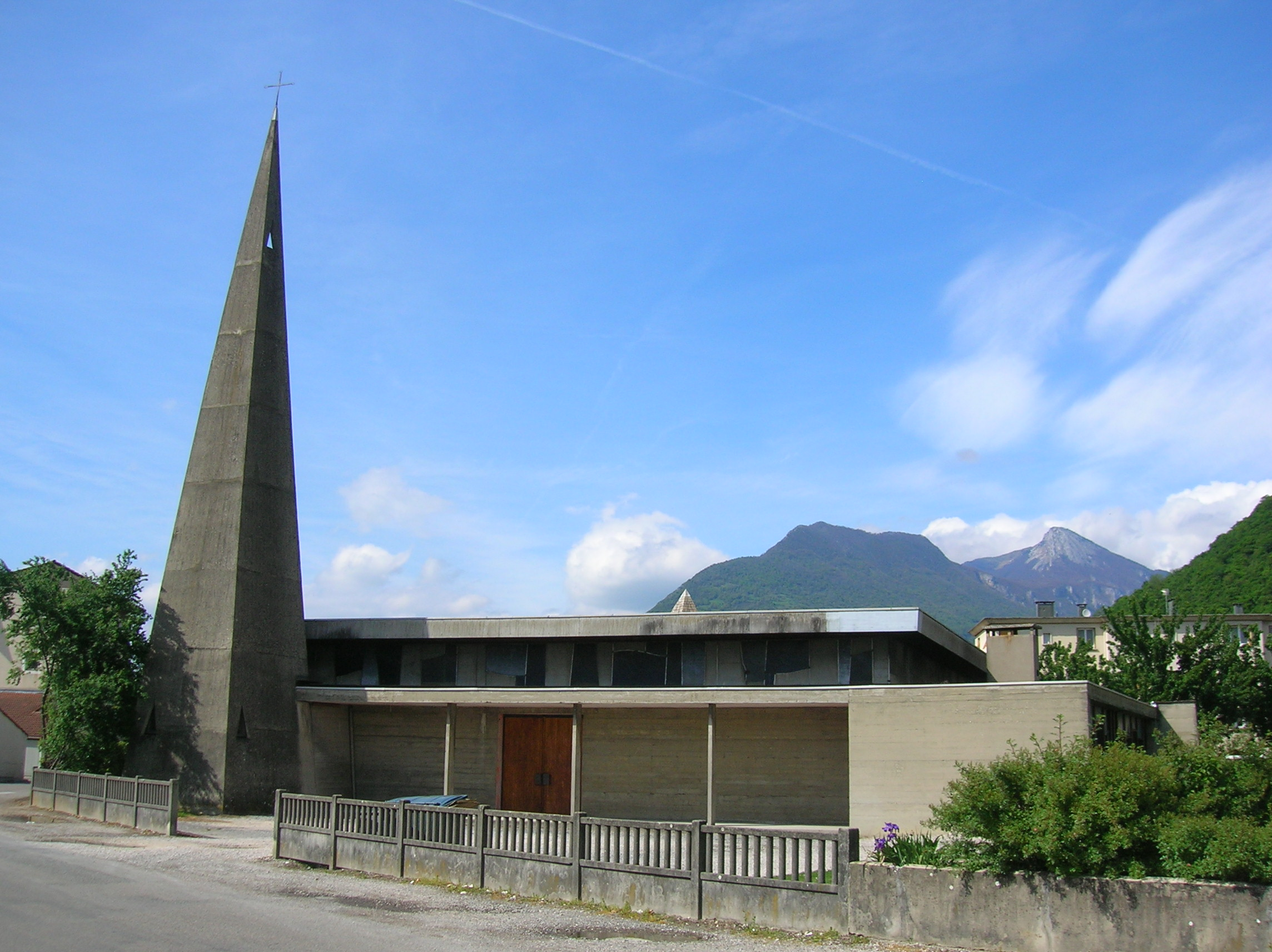
L'église Saint-Jean-Marie-Vianney de la Buisseratte.
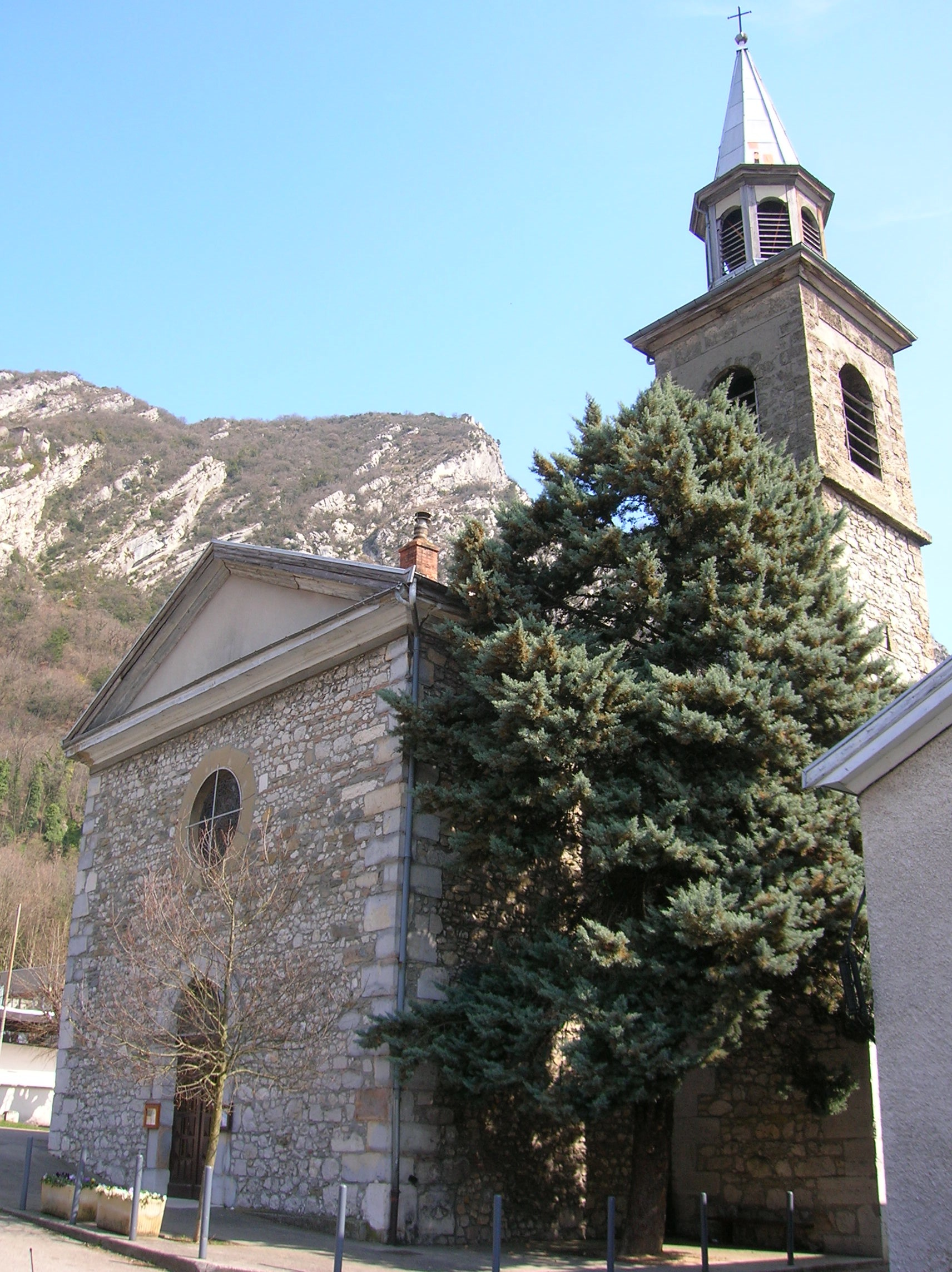
L'église Saint-Martin.

### Patrimoine culturel

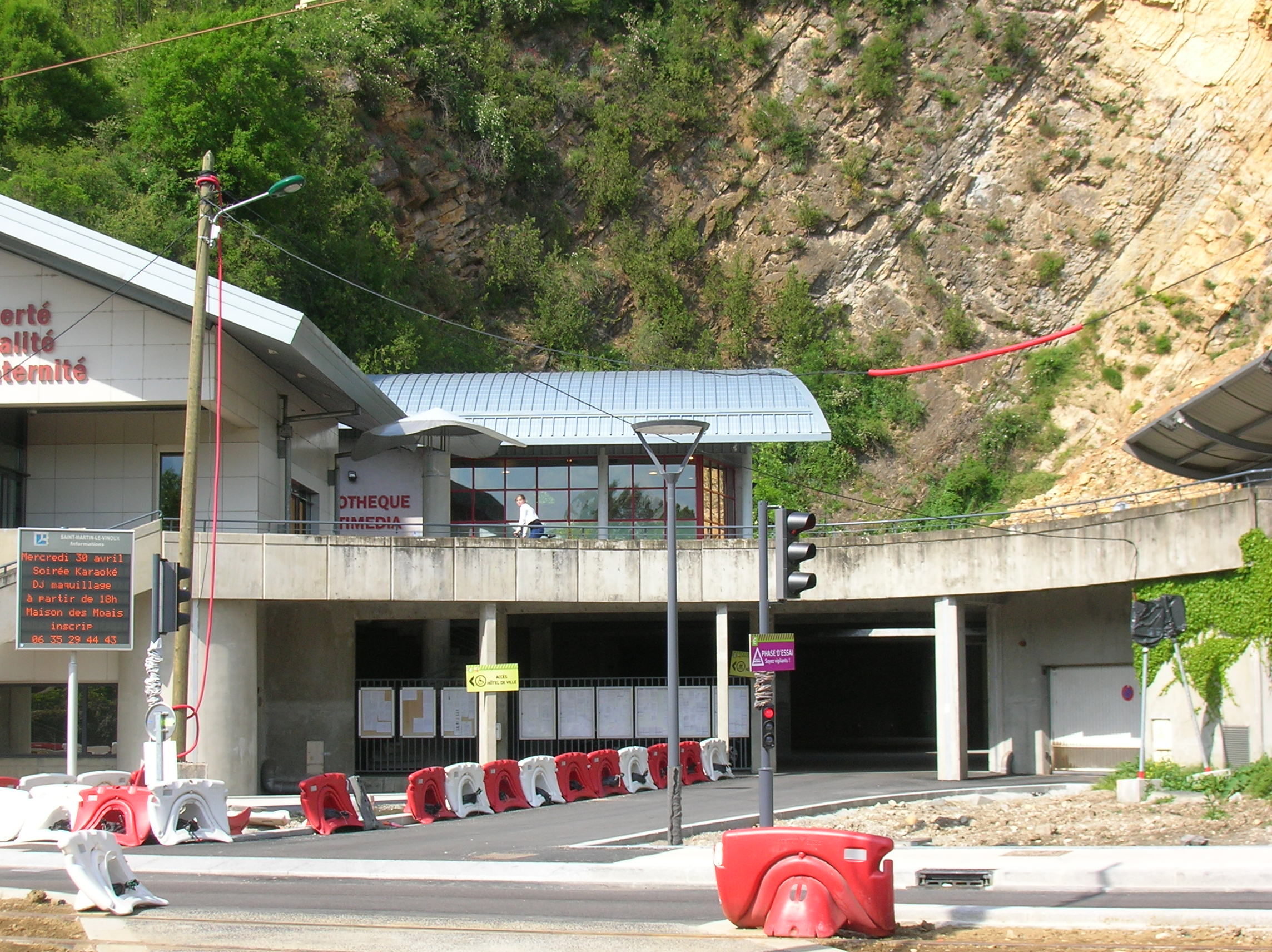
La bibliothèque.
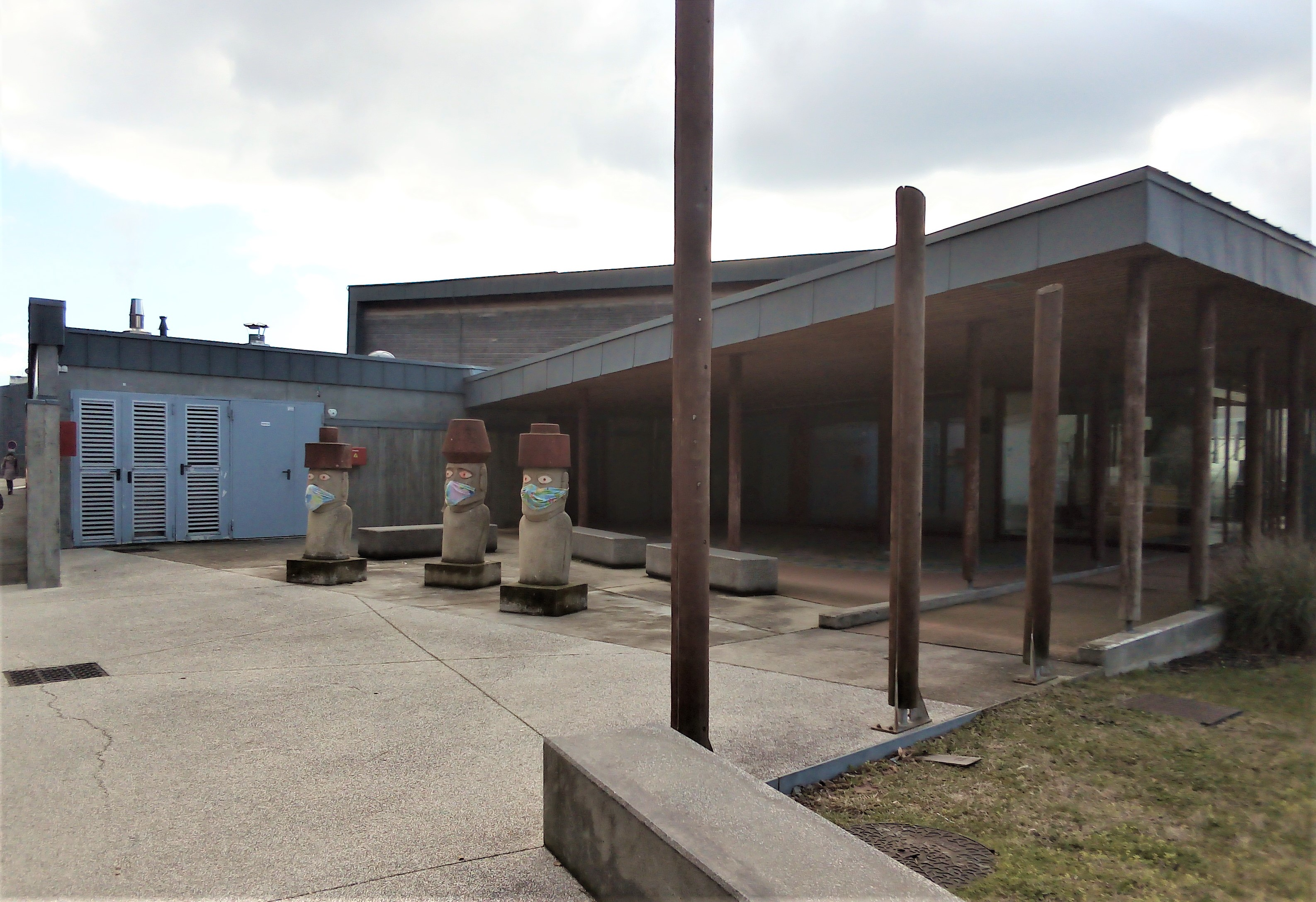
Maison des Moaïs.

- La « Maison des Moaïs », avenue du Général-Leclerc, est un foyer municipal d'arts et de loisirs culturels qui doit son nom aux trois reproductions de Moaïs érigées à l'entrée. À proximité se trouvent les gradins d'un « Parc des Moaïs » destiné à accueillir des spectateurs lors d'évènements[54].
- La bibliothèque Pierre-Fugain, à côté de la mairie,
- La Maison des Associations, rue des Rosiers.

### Patrimoine naturel
Saint-Martin-le-Vinoux est une des communes adhérentes du parc naturel régional de Chartreuse.
Grâce au microclimat du "petit Nice", des plantes et arbres exotiques peuvent grandir sur les contreforts de la Bastille et dans les jardins des nombreuses villas de la commune, notamment dans le jardin de la Casamaures, refuge LPO, qui abrite aussi un Magnolia grandiflora labellisé "arbre remarquable".
Le tilleul de Sully de Saint-Martin-le-Vinoux, de 6 mètres de circonférence et un tuteur en béton datant de 1881, se trouvait dans le cimetière de Saint-Martin-le-Vinoux. Âgé de 400 ans, le tilleul fut répertorié dans l'inventaire des "arbres remarquables" de l'Isère par la FRAPNA en 1997, puis coupé en 2002. Il avait également reçu le label des arbres remarquables de l'association nationale Arbres. Il s'agissait de l'arbre le plus âgé du massif de la Chartreuse.
Sur la place de l'église et le jardin de l'école, on trouve d'autres tilleuls de 120 ans.
La forêt et les zones résidentielles ont remplacé les anciens vignobles de la commune.

### Espaces verts et fleurissement
- Parc des Moaïs
- Parc Gontier
- Parc Guy-Pape (en limite de commune avec Grenoble)

### Personnalités liées à la commune
- Adrien Germain (1837-1895), ingénieur hydrographe. Membre et vice-président de la Société de géographie.
- Hippolyte Müller (1865-1933), ethnographe, premier conservateur du Musée dauphinois de Grenoble.
- Frédéric Rauh (1861-1909), philosophe, né à Saint-Martin-le-Vinoux.
- Anne-Marie Ghika[56] (née Chassaigne), alias Liane de Pougy (1869-1950), danseuse et courtisane, enterrée dans l'enclos des sœurs de l'asile Sainte-Agnès, au cimetière communal de Saint-Martin-le-Vinoux[57].
- Pierre Fugain (1919-2009), médecin et résistant.
- Jeannie Longo (1958-), coureuse cycliste.

### Héraldique
| Blason de Saint-Martin-le-Vinoux | Blason  | D’or à la feuille de vigne versée de sinople chargé d’une grappe de raisin du champ. |
| Blason de Saint-Martin-le-Vinoux | Détails | Le statut officiel du blason reste à déterminer.                                     |